# Барсуков Олексій Володимирович
Олексі́й Володи́мирович Барсуко́в — прапорщик Збройних сил України.
Станом на березень 2017 року — командир бойової машини — командир відділення, в/ч А0998. Сержант-інструктор МЦМБ.

## Нагороди
за особисту мужність і героїзм, виявлені у захисті державного суверенітету та територіальної цілісності України, вірність військовій присязі під час російсько-української війни, сержант Олексій Барсуков відзначений — нагороджений
- 27 червня 2015 року — орденом «За мужність» III ступеня,